# Bethlen János (főispán)
Bethleni Bethlen János (Kisbún, 1613. november 16. – Nagyszeben, 1678. február 13.) erdélyi főnemes, politikus és katona.

## Élete
Atyja Bethlen Farkas, anyja Kemény Anna volt. Szülei korán meghaltak, minek utána nevelőapja, Macskási Ferenc, a híres pedagógus, Keresztúri Pál keze alá adta, akinek hatására unitáriusból reformátusnak tért át.
Nagyműveltségű, jogot és bölcsészetet tanult ember volt, Torda és Küküllő vármegyék főispánja, I. Rákóczi György és II. Rákóczi György bizalmi embere, de a trónviszályokban Rhédey Ferenc, később Barcsay Ákos oldalán állt, élesen elmarasztalta a Rákócziak politikáját.
Kemény János és I. Apafi Mihály fejedelmek őszinte híve és támogatója lett. Az 1657-es lengyel hadjáratban az erdélyi seregek egyik vezére volt. 1660-tól udvarhelyi kapitány, ekkor alapította a város református kollégiumát. Az ő tanácsára helyezte át Apafi Mihály a gyulafehérvári iskolát Nagyenyedre. Apafi idején Erdély kancellárja volt Mikes Mihály után.
Négy gyermeke volt: Bethlen Miklós (1642–1716), Pál (1648–1686), Sámuel (1663–1708) és Borbála (Haller Pálné).

## Műve
- Rerum Transylvanicarum libri quator (Nagyszeben), 1663. és (Amszterdam) 1664. (Németre fordította Johannes Tröster, Das bedrängte Dacia címmel, mely Nürnbergben 1666-ban jelent meg.) Commentarii de rebus Transilvanicis proximis ab obitu Gabrielis Betlenii triginta quatuor annis gestis. Viennae, 1779-80. címmel újabb kiadása két részben. Historia rerum Transilvanicarum ab a. 1662. ad a. 1673. producta, et concinnata. Viennae, 1782-83. címmel Horányi adta ki a szerző életrajzával két kötetben. Pars prior Pars posterior
- Erdély története, 1629–1673; ford. P. Vásárhelyi Judit, utószó, jegyz. Jankovics József; Balassi, Bp., 1993

## Megjegyzés
1. 1 2  Hanák Béla 2013